# Paolo Conti
Paolo Conti, né le 1er avril 1950 à Riccione dans la Province de Rimini en Émilie-Romagne, est un footballeur international italien actif de 1968 à 1988 au poste de gardien de but.
Il compte sept sélections en équipe nationale entre 1977 et 1979, et 193 matchs de Serie A.

## Biographie

### Carrière internationale
Paolo Conti reçoit sa première sélection avec l'équipe d'Italie lors de sa période à l'AS Rome, le 21 décembre 1977, à l'occasion d'un match amical à Liège contre la Belgique (victoire des Italiens 1-0).
Il participe à la Coupe du monde 1978 qui se déroule en Argentine. L'Italie finit quatrième de la compétition.
Il porte sept fois le maillot de l'équipe nationale d'Italie entre 1977 et 1979.

## Palmarès

### En club
| AS Rome - Coupe d'Italie - Vainqueur en 1980 |  | AS Bari - Championnat d'Italie D3 - Champion en 1984 (en) |